# Lars Pedersen
Lars Pedersen (* 21. November 1967) ist ein dänischer Badmintonspieler. 

## Karriere
Lars Pedersen gewann in Dänemark zahlreiche Nachwuchstitel, bevor er 1985 bei den Junioreneuropameisterschaften und den Nordischen Juniorenmeisterschaften erfolgreich war. 1992 siegte er bei den Irish Open und den Norwegian International. 1993 war er erneut in Irland erfolgreich. 1995 gewann er die Scottish Open.

## Sportliche Erfolge
| Saison    | Veranstaltung                                    | Disziplin    | Platz | Name                                                           |
| --------- | ------------------------------------------------ | ------------ | ----- | -------------------------------------------------------------- |
| 1981/1982 | Dänemark: Einzelmeisterschaften der Junioren U15 | Herreneinzel | 1     | Lars Pedersen, Maribo                                          |
| 1981/1982 | Dänemark: Einzelmeisterschaften der Junioren U15 | Herrendoppel | 1     | Lars Pedersen, Maribo / Kim Juul, Tune                         |
| 1983/1984 | Dänemark: Einzelmeisterschaften der Junioren U17 | Mixed        | 1     | Lars Pedersen / Anne Mette Bille, Nykøbing F                   |
| 1983/1984 | Dänemark: Einzelmeisterschaften der Junioren U17 | Herreneinzel | 1     | Lars Pedersen, Nykøbing F.                                     |
| 1983/1984 | Dänemark: Einzelmeisterschaften der Junioren U17 | Herrendoppel | 1     | Lars Pedersen, Nykøbing F / Kim Juul, Greve                    |
| 1984/1985 | Dänemark: Einzelmeisterschaften der Junioren U19 | Herreneinzel | 1     | Lars Pedersen, Greve                                           |
| 1984/1985 | Dänemark: Einzelmeisterschaften der Junioren U19 | Herrendoppel | 1     | Jan Paulsen, Triton / Lars Pedersen, Greve                     |
| 1985      | Nordische Juniorenmeisterschaften                | Herrendoppel | 1     | Jan Paulsen / Lars Pedersen                                    |
| 1985      | Junioren-Europameisterschaft                     | Herreneinzel | 3     | Lars Pedersen                                                  |
| 1985      | Junioren-Europameisterschaft                     | Herrendoppel | 1     | Jan Paulsen / Lars Pedersen                                    |
| 1985/1986 | Dänemark: Einzelmeisterschaften der Junioren U19 | Mixed        | 1     | Lars Pedersen, Greve / Anne Mette Bille, Nykøbing F.           |
| 1985/1986 | Dänemark: Einzelmeisterschaften der Junioren U19 | Herreneinzel | 1     | Lars Pedersen, Greve                                           |
| 1985/1986 | Dänemark: Einzelmeisterschaften der Junioren U19 | Herrendoppel | 1     | Lars Pedersen / Henrik Futtrup, Greve                          |
| 1986      | Nordische Juniorenmeisterschaften                | Herrendoppel | 1     | Henrik Futtrup / Lars Pedersen                                 |
| 1992      | Irish Open                                       | Mixed        | 1     | Lars Pedersen / Anne Mette Bille                               |
| 1992      | Norwegian International                          | Mixed        | 1     | Lars Pedersen / Anne Mette Bille                               |
| 1993      | Irish Open                                       | Mixed        | 1     | Lars Pedersen / Anne Mette Bille                               |
| 1995      | Scottish Open                                    | Mixed        | 1     | Lars Pedersen / Anne Mette Bille                               |
| 2003/2004 | Dänemark: Seniorenmeisterschaften 35+            | Mixed        | 1     | Anne Mette van Dijk, Skovshoved I.F. / Lars Pedersen, Skælskør |
| 2007/2008 | Dänemark: Seniorenmeisterschaften 40+            | Mixed        | 1     | Lars Pedersen, Skovshoved / Karin Steffensen, Roskilde         |
| 2007/2008 | Dänemark: Seniorenmeisterschaften 40+            | Herrendoppel | 1     | Lars Pedersen / Jesper Andresen, Skovshoved                    |